# Serra de Tresserres
La Serra de Tresserres és una serra situada al municipi de Cardona, a la comarca catalana del Bages, amb una elevació màxima de 589 metres.